# Kunovcovití
Kunovcovití (Dasyuridae) je početná čeleď hmyzožravých a masožravých vačnatců velikosti myši až psa.
Přes šedesát druhů pochází z Austrálie a Nové Guineje. Do této čeledi patří třeba známý ďábel medvědovitý Sarcophilus laniarius (harrisii), který je v současnosti největším dravým vačnatcem. Většinou jsou to dravci nebo hmyzožravci, v přírodě plní stejnou funkci jako šelmy. K tomu mají přizpůsobený i chrup podobný chrupu šelem. Ocas je osrstěný a nechápavý. Jednotlivé druhy se způsobem života podstatně liší. V zajetí se občas chová vakomyš tlustoocasá Sminthopsis crassicaudata, která má březost 13–16 dní. Pohlavně dospívá v pěti měsících. Někdy jsou chovány jako laboratorní zvířata. Kromě vakorejsků se ostatní zástupci této čeledi v oblastech mimo Austrálii chovají jen velmi zřídka.

## Rody

### Antechinomys
- vakomyš vlnatá/vakotarbík vlnatý (Antechinomys laniger)

### Dasyurus
- kunovec novoguinejský (Dasyurus albopunctatus)
- kunovec západní (Dasyurus geoffroii)
- kunovec severní (Dasyurus hallucatus)
- kunovec velký (Dasyurus maculatus)
- kunovec tečkovaný (Dasyurus viverrinus )

### Sarcophilus
- ďábel medvědovitý (Sarcophilus laniarius)

### Dasycercus
- vakorejsek čtyřprstý (Dasycercus byrnei)
- vakorejsek štětkatý (Dasycercus cristicauda)

### Dasykaluta
- vakomyš červená (Dasykaluta rosamondae)

### Antechinus
- vakomyš hnědá (Antechinus bellus)
- vakomyš žlutonohá (Antechinus flavipes)
- vakomyš queenslandská (Antechinus godmani)
- vakomyš lví (Antechinus leo)
- vakomyš černoocasá (Antechinus melanurus)
- vakomyš drápkatá (Antechinus minimus)
- vakomyš nosatá (Antechinus naso)
- vakomyš Stuartova (Antechinus stuartii)
- vakomyš Swainsoniova (Antechinus swainsonii)
- vakomyš Wilhelmina (Antechinus wilhelmina)

### Murexia
- vakomyš krátkosrstá (Murexia longicaudata)
- vakomyš temnopásá (Murexia rothschildi)

### Myoictis
- vakomyš třípruhá (Myoictis melas)

### Neophascogale
- vakorejsek tečkovaný (Neophascogale lorentzi)

### Ningaui
- vačínek wongai (Ningaui ridei)
- vačínek ningaui (Ningaui timealeyi)
- vačínek jižní (Ningaui yvonnae)

### Parantechinus
- vakomyš pihovaná (Parantechinus apicalis)
- vakomyš písečná (Parantechinus bilarni)

### Phascogale
- vakomyš rudobřichá (Phascogale calura)
- vakomyš pruhohřbetá (Phascolosorex dorsalis)

### Planigale
- vakomyš malozubá (Planigale gilesi)
- vakomyš dlouhoocasá (Planigale ingrami)
- vakomyš ploskohlavá (Planigale maculata)
- vakomyš novoguinejská (Planigale novaeguineae)
- vakomyš plavá (Planigale tenuirostris)

### Pseudantechinus
- vakomyš tučnoocasá (Pseudantechinus macdonnellensis)
- vakomyš ningbing (Pseudantechinus ningbing)
- vakomyš Woolleyové (Pseudantechinus woolleyae)

### Sminthopsis
- vakomyš Aitkenova (Sminthopsis aitkeni)
- vakomyš kaštanová (Sminthopsis archeri)
- vakomyš karpenterská (Sminthopsis butleri)
- vakomyš tlustoocasá (Sminthopsis crassicaudata)
- vakomyš silnoocasá (Sminthopsis dolichura)
- vakomyš Douglasova (Sminthopsis douglasi)
- vakomyš mokřadní (Sminthopsis fuliginosus)
- vakomyš Gilbertova (Sminthopsis gilberti)
- vakomyš tečkonohá (Sminthopsis granulipes)
- vakomyš šedobřichá (Sminthopsis griseoventer)
- vakomyš chluponohá (Sminthopsis hirtipes)
- vakomyš bělonohá (Sminthopsis leucopus)
- vakomyš západoaustralská (Sminthopsis longicaudata)
- vakomyš tvářopruhá (Sminthopsis macroura)
- vakomyš lesní (Sminthopsis murina)
- vakomyš Troughtonova (Sminthopsis ooldea)
- vakomyš dunová (Sminthopsis psammophila)
- vakomyš červenolícá (Sminthopsis virginiae)
- vakomyš Youngsonova (Sminthopsis youngsoni)